# فرودگاه تلگراف کریک
فرودگاه تلگراف کریک (به انگلیسی: Telegraph Creek Airport) یک فرودگاه همگانی با کد یاتا YTX است که یک باند فرود شن و چمن دارد و طول باند آن ۱۵۲۴ متر است. این فرودگاه در کشور کانادا قرار دارد و در ارتفاع ۳۳۵ متری از سطح دریا واقع شده است.